# Cizkrajov
Cizkrajov (deutsch Sitzgras) ist eine Gemeinde mit 542 Einwohnern in Tschechien. Sie liegt acht Kilometer südwestlich von Dačice (deutsch Datschitz) und gehört zum Okres Jindřichův Hradec (deutsch Bezirk Neuhaus).

## Geographie

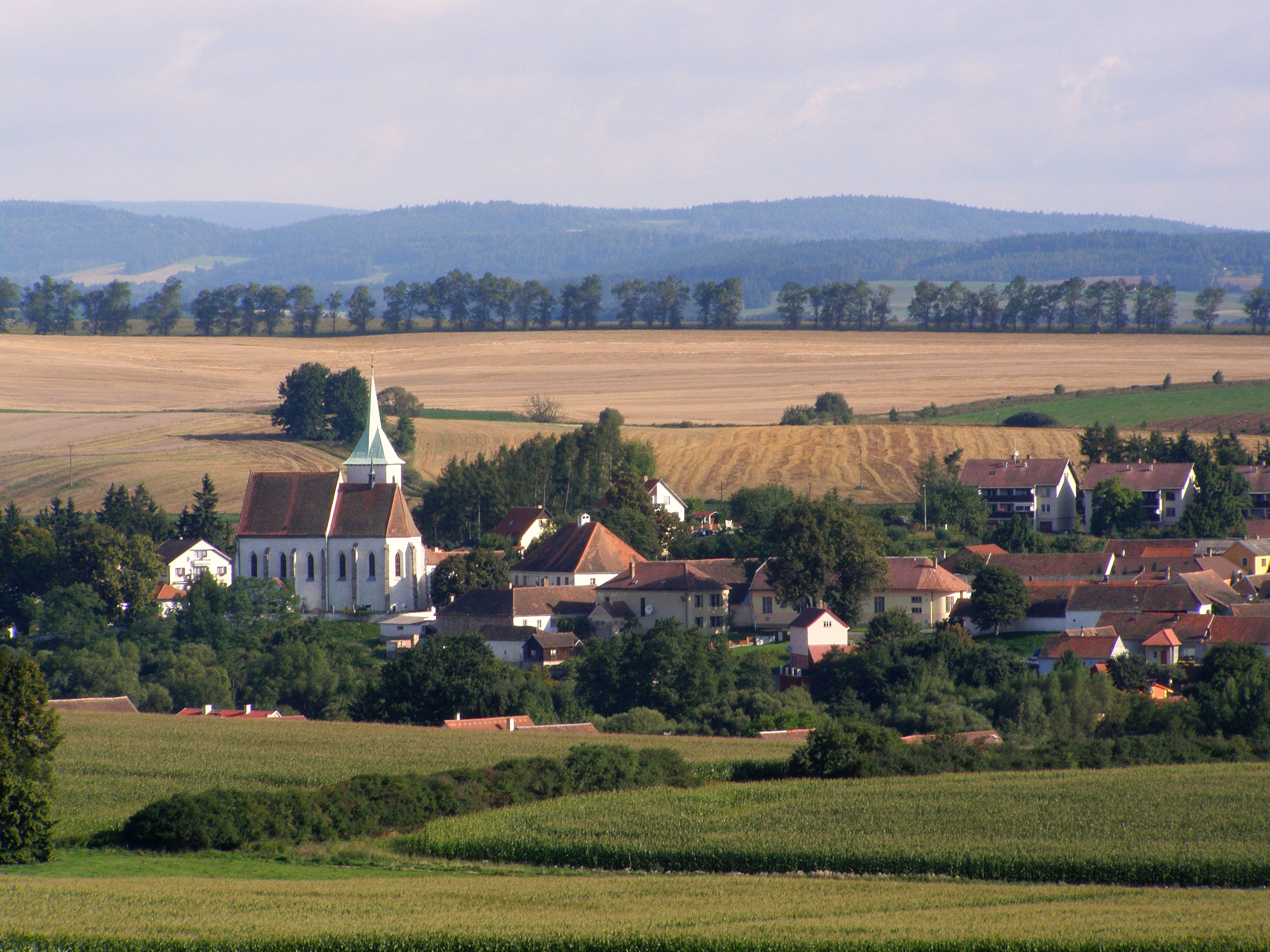
Cizkrajov

Cizkrajov befindet sich östlich der Javořická vrchovina im Tal des Bolíkovský potok (Wölkingbach), vier Kilometer oberhalb dessen Einmündung in die Mährische Thaya. Der Ort wird von mehreren Hügeln umgeben; im Westen liegt der Andrejsův kopec (513 m) und im Nordosten der Urbanečský vrch (570 m). Auf dem südlich gelegenen Montserrat (562 m) befindet sich die Montserratkirche. Im Westen wird Cizkrajov von der Eisenbahn Slavonice – Dačice umfahren, die nächste Bahnstation liegt bei Dolní Bolíkov.
Nachbarorte sind Peč im Norden, Urbaneč im Nordosten, Vnorovice im Osten, Holešice und Mutná im Südosten, Mutišov im Süden, Rubašov und Vlastkovec im Westen sowie Nová Ves und Dolní Bolíkov im Nordwesten.

## Geschichte
Die Siedlung Cucraj entstand wahrscheinlich am Übergang vom 12. zum 13. Jahrhundert um eine Feste. Im Laufe des 13. Jahrhunderts erfolgte die Kolonisation durch deutsche Siedler, die dem Dorf später den Namen Sitzgras gaben. Eine erste Nennung einer Feste Zuzicria erfolgte 1260. Erstmals urkundlich erwähnt wurde der Ort im Jahre 1301.
Sitzgras war ein Pfarrort, zu dem im 16. und 17. Jahrhundert auch Lipolec, Lidéřovice und Český Rudolec gehörten. 1643 stiftete Bartholomäus von Tannazoll-Zill, der nach seiner Heilung von einer Kriegsverletzung nach Montserrat gepilgert war, eine Kapelle Unserer Lieben Frau von Montserrat auf dem heutigen Berg Montserrat. Da die Kapelle zu einem Wallfahrtsort geworden war, erfolgte zwischen 1712 und 1717 eine Erweiterung zu einem größeren Kirchenbau. Nach ihrer Aufhebung im Zuge der Josephinischen Reformen verfiel das Gotteshaus ab 1785. Zwischen 1856 und 1865 ließ Pfarrer Josef Springer durch Angelo Ritter von Picchioni eine neue Wallfahrtskirche errichten, die am 17. September 1865 durch Bischof Anton Ernst von Schaffgotsch geweiht wurde. 1810 erfolgte in Wölking die Gründung der Wölkinger Eisenhüttenwerke. Während Wölking dadurch an Bedeutung gewann, verlor Sitzgras seit dem 19. Jahrhundert immer mehr von seiner Bedeutung. Dies zeigte sich auch beim Bau der Eisenbahn zwischen Zlabings und Datschitz, die Sitzgras über Wölking umfuhr.
Nach dem Ersten Weltkrieg kam der zuvor zu Österreich-Ungarn gehörende Ort, dessen Bewohner 1910 zu mehr als 99 % der deutschen Sprachgruppe angehörten, durch den Vertrag von Saint-Germain zur Tschechoslowakei. In der Zwischenkriegszeit entstehen Autonomiebestrebungen der Deutschen, diese führten zu Spannungen innerhalb der Volksgruppen. Zwischen 1938 und 1945 gehörte der Ort Sitzgras infolge des Münchner Abkommens zum Reichsgau Niederdonau.
Nach dem Ende des Zweiten Weltkrieges, der 19 Opfer unter den Ortsbewohnern forderte, kam die Gemeinde am 8. Mai 1945 wieder zur Tschechoslowakei zurück.
Am 9. Juni 1945 wurde Sitzgras, zeitgleich mit den umliegenden Orten, von Tschechen besetzt. Sie nahmen 4 Männer als Geiseln, vertrieben 294 Personen und zuletzt die Geiseln über die Grenze nach Österreich. 46 Personen verblieben im Ort. In Österreich konnten 47 Personen verbleiben, die anderen wurden nach Deutschland weiter transferiert. Zwei Personen wurden in Frankreich und je eine Person in Kanada beziehungsweise Australien ansässig.

## Bevölkerungsentwicklung
| Volkszählung | Einwohner gesamt | Volkszugehörigkeit der Einwohner | Volkszugehörigkeit der Einwohner | Volkszugehörigkeit der Einwohner |
| Jahr         | Einwohner gesamt | Deutsche                         | Tschechen                        | Andere                           |
| ------------ | ---------------- | -------------------------------- | -------------------------------- | -------------------------------- |
| 1880         | 353              | 314                              | 39                               | –                                |
| 1890         | 347              | 305                              | 42                               | -                                |
| 1900         | 319              | 274                              | 45                               | –                                |
| 1910         | 331              | 324                              | 7                                | –                                |
| 1921         | 335              | 245                              | 80                               | 10                               |
| 1930         | 342              | 223                              | 113                              | 6                                |

## Gemeindegliederung
Die Gemeinde Cizkrajov besteht aus den Ortsteilen Cizkrajov (Sitzgras), Dolní Bolíkov (Wölking), Holešice (Holleschitz) und Mutná (Mutten), die zugleich auch Katastralbezirke bilden.

## Sehenswürdigkeiten
- Kirche St. Peter und Paul, zweischiffiger spätgotischer Bau, errichtet im 15. Jahrhundert
- Wallfahrtskirche Unserer Lieben Frau von Montserrat auf dem Montserrat
- Statue des hl. Johannes von Nepomuk an der Brücke über den Bolíkovský potok unter der Kirche
- Statuen des hl. Josef und des hl. Florian auf dem Marktplatz
- Wassermühle Máchův mlýn am Máchův rybník
- Reste der Feste Cizkrajov